# Next Level
「Next Level」（ネクスト・レベル）は、韓国のガールズグループ・aespaの3作目のシングル。2021年5月17日に配信限定シングルとして、SMエンタテインメントより発売された。

## 概要
- 本楽曲は、アメリカのアクション映画『ワイルド・スピード/スーパーコンボ』のサウンドトラックに使用されているA$ton Wyldの楽曲「Next Level」を編曲したものである[1]。
- 2021年5月17日、本楽曲のミュージックビデオをYouTubeに公開し、同年6月19日の午前2時30分頃に再生回数1億回を突破した[2]。

## 評価
ハリウッドプロデューサーのTeddy Zeeは「これは文化と技術を繋ぐ変化に富んだ時代を本当に反映したストーリーテリングの次の波だ。ライブアクション、アニメーション、ビデオゲーム、仮想現実、AR（拡張現実）、人工知能、ソーシャルメディアと音楽を新しい世代のファンと消費者のためにデザインされた究極のエンターテイメント経験でうまく調和させた。これは真のNext Levelだ」と述べた。

## チャート記録

### 韓国
- 公開から約36日となる2021年6月21日午後8時に、韓国最大音源チャート・Melon 24Hits Charts（24時間の累積単位利用料が集計されるチャート）にて、1位に輝いた。MelOnチャートの再編（2020年7月）後にリリースされたガールズグループの楽曲で、同チャートで1位を占めたのはaespaが初となった[4]。
- リアルタイムチャート（1時間以内の利用数が集計されるチャート）では、Melon・Bugs・Genieの計3つの韓国主要音源サイトにて、最高位1位を記録。デイリーチャートでは、Melon・Bugs・Floの計3つの韓国主要音源サイトにて、最高位1位を記録、Genie・VIBEでは最高位2位を獲得。
- Melonマンスリーチャートでは、6月・7月の2ヶ月連続で、最高位2位を記録[要出典]。Melon週間チャートでは、19週に渡りTOP10入りしており、ガールズグループでは、Brave Girls「Rollin'」と同率2位で、19週TOP10にランクインしている（最も長くTOP10にランクインしたガールズグループは、BLACKPINK「Lovesick Girls」で22週）。
- 韓国国内全音源・アルバム・オンラインダウンロード・ストリーミング等を集計するGAONでは、週間デジタルチャートにて計3週に渡り、2位を記録。9月18日集計分で、GAON指数（ダウンロード + ストリーミング + BGM）が、472,039,093ユニットを獲得、2021年間累積指数チャートで、同時期に発売されたBTSの「Butter」を抜き、第7位となっており、新人としては異例のメガヒットとなっている[5]。
- Melonにて、2021年に発売された全女性歌手（ソロ含む）の楽曲で、IUの「Celebrity」「LILAC」に続き、1億ストリーミングを記録[6]、グループ単独では、aespaのみの偉業である。
- 韓国音楽番組チャートでは、未だ1位を獲得していないものの、2021年9月4週目までに、1位候補に22回選出、2021年9月4週目のSBS『SBS人気歌謡』では2位、KBS『ミュージックバンク』では4位を獲得し、発売から4ヶ月以上、ロングヒットを記録している[5]。

### 世界
- iTunesトップソングチャートで、タイ・インドネシア・グアテマラ・台湾・ベトナムの5つの国・地域で1位を獲得、全世界の26の国/地域でTOP10に入りを果たした。
- ビルボード・グローバル200チャートでは、5月5週目に97位を記録（デビュー曲「Black Mamba」が記録した183位より、86位ランクアップした順位を獲得）、この記録により、本チャートに2曲以上ランクインさせた、3番目の韓国ガールズグループとなった。
- 2021年5月17日18時にミュージックビデオも公開され、YouTubeでは、公開後24時間で再生回数が2500万を記録、公開から121日目で、再生回数1億5000万を突破。中国主要音楽サイト・QQにて、公開から2時間で、ミュージックビデオチャートK-POP部門と総合部門で、1位を占めた[5]。

## リミックス
2021年9月14日、グループ初のリミックスバージョンとなるシングル「iScreaM Vol.10 : Next Level Remixes」をリリース。本楽曲には「Habstrakt Remix」「IMLAY Remix」「Lionclad Remix」の3曲が収録された他、YouTubeにて「Habstrakt Remix」のミュージックビデオも公開された。

## リリース歴
| 発売日        | バージョン | 地域   | 形態     | レーベル                      |
| ------------- | ---------- | ------ | -------- | ----------------------------- |
| 2021年5月17日 | オリジナル | 全世界 | 音楽配信 | SMエンタテインメント、Dreamus |
| 2021年9月14日 | リミックス | 全世界 | 音楽配信 | SMエンタテインメント、Dreamus |